# 外種子田結
外種子田 結（ほかたねだ ゆい、1992年10月13日 - ）は、宮崎放送のアナウンサー。宮崎県宮崎市出身。

## 経歴・人物
（出典）
2015年に宮崎放送に入社。趣味は飲み歩き、漫画、アニメ。
ニックネームはたねちゃん、たねこ、ほたゆ。
子供の頃は絵本作家を夢としていた。
毎日の目標は1日7000歩を歩くこと、モットーは「三日坊主も繰り返せば力なり」。
宮崎放送では2011年～2013年まで在籍していた佐井祐里奈に次ぐアニメ好きアナウンサーで、アニラジ「はぴあにっ」で不定期のスタジオ収録参加、公開録音のMC(メインパーソナリティーが顔出ししない天の声担当となっている事に伴い)を務めた。
2023年4月から2024年3月まで放送した「～2次元は酸素です～ おしかつ」ではパーソナリティーとなり、自身のアニメ好きを活かしていた。
2025年3月24日、産休(第二子)のため、『Check！』を(しばらく)降板(卒業)すると発表。

## 担当番組

### テレビ
- みらい・みやざき まなび隊
- MRTニュース

### ラジオ
- 夕刊ラジオナイスキャッチ
- お父様の夕焼け倶楽部
- 偉人探訪社トキタビ!!
- YUMEZAKI RADIO
- 私たちの作文
- はぴあにっ!(不定期出演、公開録音時のMC)
- MRTニュース
- スイッチ音Time
- ～2次元は酸素です～ おしかつ